# Lennon-McCartney

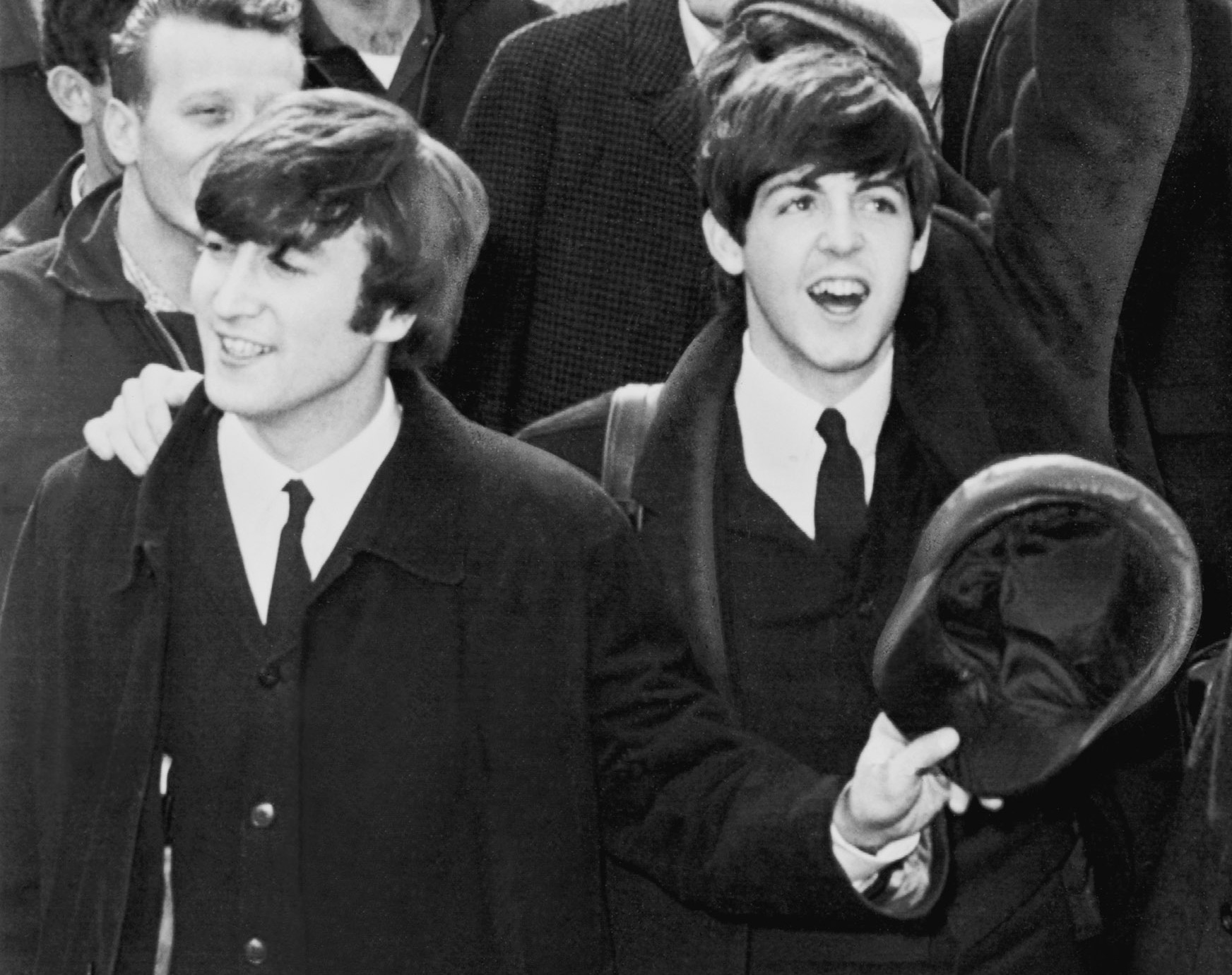
John Lennon (esquerra) i Paul McCartney el 1964

Lennon-McCartney va ser una dualitat i signatura comuna de compositors integrada per John Lennon i Paul McCartney que incloïa les cançons compostes per tots dos, però també les que cadascun escrivia per separat. La seva associació per a compondre cançons és una de les més conegudes i de més gran èxit musical i cultural de la història. La marca Lennon-McCartney va ser una font de creativitat inigualable.
Entre els anys 1962 i 1969, van escriure i publicar al voltant de 180 cançons acreditades de forma conjunta, de les quals la gran majoria van ser enregistrades per The Beatles. Tant Lennon com McCartney van escriure la lletra i la música de les cançons. Es consideren com uns dels majors compositors del segle xx. Cadascú tenia el seu estil i no sempre va ser clar qui d'ambdós va escriure quina part. Ambdós van compondre junts ja a partir de l'any 1958, molt abans de la formació de The Beatles. Els ídols musicals de Lennon i McCartney van ser els Everly Brothers, Elvis Presley, Buddy Holly i Little Richard. Les seves primeres composicions van ser fetes a la casa de McCartney (20 Forthlin Road), a la casa de Mimi –la tia de Lennon– al 251 de Menlove Avenue, o al Liverpool Institute.
Entre gener de 1962 i desembre de 1969, totes les creacions musicals d'ambdó van ser acreditats a Lennon/McCartney. Hi va haver un desacord entre els dos ex-Beatles per l'autoria de tres cançons: «In My Life», «Eleanor Rigby» i «Ticket To Ride». Malgrat que Lennon afirmà que McCartney va ajudar només en el middle eight de «In My Life», McCartney reclama que va escriure tota la melodia inspirant-se en dues cançons de Smokey Robinson: «You Really Got A Hold On Me» i «The Tears Of A Clown». Als anys noranta Paul McCartney i Yoko Ono van tenir una disputa per l'autoria d'alguns cançons. McCartney volia canviar l'orde dels crèdits en «McCartney-Lennon» per aquestes cançons que havia compost ell sol, entre d'altres, el famós «Yesterday». Yoko Ono, que va heretar una part dels drets de són espòs va refusar. El 2018 uns matemàtics van pretendre que havien trobat un algorisme que pugues atorgar l'autoria amb un alt grau de certesa.
L'omnipresència i la intensitat de la relació entre Lennon i Yoko Ono va ser una font de tensió amb els tres altres Beatles. S'ha pensat que Yoko Ono va ser la causa de la fi del grup, però va ser el mateix Lennon que en va decidir la fi. L'animositat entre McCartney i Yoko Ono es va matisar i des de 2005 va començar una mena de reconciliació.

## Altres compositors i versions
Hi ha cançons de The Beatles que van ser acreditades per Lennon/McCartney i altres autors.«What Goes On» va ser registrada com«Lennon/McCartney/Starkey» (Ringo Starr). També,«Flying» i«Dig It», a més de les versions Beatles de«Free as a Bird» i«Real Love» van ser acreditades a«Lennon/McCartney/Harrison/Starkey».
L'obra Lennon i McCartney van inspirar molts altres artistes a realitzar-ne una nova versió. El 1986 amb més de 1600 versions, «Yesterday» (1965) tendria el record mundial.